# 那牙勤
那牙勤，又作那也勤、那亦勤，为尼伦蒙古诸部之一，据《蒙古秘史》记载为成吉思汗七世祖篾年土敦次子合臣之子那牙吉歹的后裔，名称源自其头衔那颜。该部曾依附泰赤乌部而与铁木真敌对。后来部落分裂，冢宰（冢率）率领其中一部归顺铁木真，另一部曾在十三翼之战中与其他部落联合与铁木真作战，在败给铁木真后为其所吞并。1206年蒙古建国后冢宰被封为千户长。